# CAPZA3
CAPZA3 (англ. Capping actin protein of muscle Z-line alpha subunit 3) – білок, який кодується однойменним геном, розташованим у людей на 12-й хромосомі. Довжина поліпептидного ланцюга білка становить 299 амінокислот, а молекулярна маса — 35 025.
| 10         |  | 20         |  | 30         |  | 40         |  | 50         |
| ---------- |  | ---------- |  | ---------- |  | ---------- |  | ---------- |
| MTLSVLSRKD |  | KERVIRRLLL |  | QAPPGEFVNA |  | FDDLCLLIRD |  | EKLMHHQGEC |
| AGHQHCQKYS |  | VPLCIDGNPV |  | LLSHHNVMGD |  | YRFFDHQSKL |  | SFKYDLLQNQ |
| LKDIQSHGII |  | QNEAEYLRVV |  | LLCALKLYVN |  | DHYPKGNCNM |  | LRKTVKSKEY |
| LIACIEDHNY |  | ETGECWNGLW |  | KSKWIFQVNP |  | FLTQVTGRIF |  | VQAHFFRCVN |
| LHIEISKDLK |  | ESLEIVNQAQ |  | LALSFARLVE |  | EQENKFQAAV |  | LEELQELSNE |
| ALRKILRRDL |  | PVTRTLIDWH |  | RILSDLNLVM |  | YPKLGYVIYS |  | RSVLCNWII  |

A: Аланін

C: Цистеїн

D: Аспарагінова кислота

E: Глутамінова кислота

F: Фенілаланін

G: Гліцин

H: Гістидин

I: Ізолейцин

K: Лізин

L: Лейцин

M: Метіонін

N: Аспарагін

P: Пролін

Q: Глутамін

R: Аргінін

S: Серин

T: Треонін

V: Валін

W: Триптофан

Кодований геном білок за функціями належить до кепінгів актину, фосфопротеїнів. 
Білок має сайт для зв'язування з молекулою актину. 